# Weißig am Raschütz
Weißig am Raschütz is een kern van Lampertswalde in het uiterste noorden van de Landkreis Meißen in de Duitse deelstaat Saksen. Tot 1 januari 2012 was het een zelfstandige gemeente.

## Geografie
Weißig am Raschütz ligt aan de noordrand van de Großenhainer Pflege midden in een mild heuvellandschap aan de grens met het Westlausitzer Bergland. Ten zuiden van het dorp bevindt zich het bosgebied Raschütz.

## Geschiedenis
In 1994 fuseerden Weißig, Blochwitz, Brößnitz en Oelsnitz-Niegeroda tot de gemeente Weißig am Raschütz. Op 30 juni 2011 besloot de gemeenteraad om op te gaan in de gemeente Lapertswalde. De daarvoor noodzakelijke overeenkomst werd op 5 oktober 2011 in de gemeenteraad ondertekend. Op 1 januari 2012 was de opname een feit.